# 偽汽車
偽汽車（にせきしゃ）は、幽霊の如く存在しないはずの蒸気機関車が鉄道線路上を走るという怪現象。幽霊機関車（ゆうれいきかんしゃ）などとも呼ばれる。
日本に蒸気機関車が導入され、鉄道が普及し始めた明治時代に日本各地で語られていた。

## 概要
偽汽車の話は、主に狐や狸など変化能力を持つ獣の仕業とされ、それらが汽車に化けている内に本物の汽車に撥ねられ、死体となって発見されるといったものが多い。民俗学者・柳田國男は著書『狸とデモノロジー』の中で、汽車に化けた狢が線路上で本物の列車にはねられる噂について考察している。柳田は論文の中で、夜汽車の音という近代が作り出した新しい音響に着目し、小豆洗いや砂まきの怪異を例に挙げて、山中で説明の付かない奇異な音を聞いたときに狸の仕業としたように、狸が音真似をして人を欺くという伝承が偽汽車の話の背後にあると述べた。
民話研究家・佐々木喜善も『東奥異聞』に「偽汽車」の題の一文を寄せている。佐々木は発生現場とされる場所に赴き証言を集める作業を行ったが、きまって当地の人びとには事件の存在を否定された上、別の場所で起きた事例や「知り合いのお姉さんから聞いた」など、実際にはたどり着けない伝聞を聞かされたという。また、佐々木は話の筋がどこでも同じで変化がない点も指摘している。常光徹は偽汽車の話の分布と内容の均一性について、鉄道の開通にともなう新奇なうわさ話が、当時好んで怪談や怪奇記事を取り上げていた新聞というメディアによって短時間に広範に広まったものと推測している。
偽汽車の話は鉄道開通間もない頃と語られる事が多いが、松谷みよ子は、鉄道開通後の運転手がイギリス人だった時代には狸が轢死した・化かしたなどのうわさの報告が無い事を指摘し、明治12年以降に、汽車の運転手が日本人になったことが偽汽車の話の誕生に関係していると推測している。

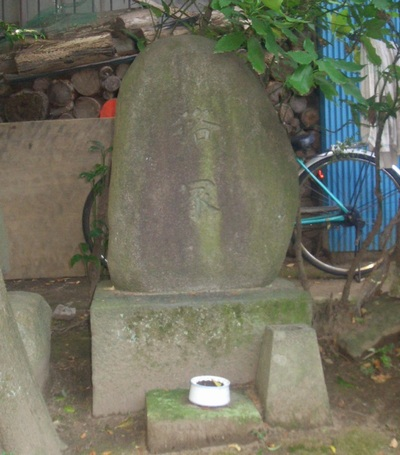
東京都葛飾区亀有・見性寺の狢塚

### 説話
常磐線での説話。明治時代、東京都葛飾区亀有など各地で、夜遅くに汽車が線路を走っていると、しばしば怪現象が起きた。汽車の前方から汽笛が聞こえてきたかと思うと、その汽車の走っている線路上を、逆方向からこちらへ向かって別の汽車が走って来る。機関士は「危ない、衝突する！」と慌てて急ブレーキをかけるが、その瞬間、汽車は忽然と姿を消してしまう。
このような怪現象が続いたある晩。1人の機関士が汽車を走らせていると、件の偽汽車が現れこちら目掛けて走ってきた。機関士は「こんなものは幻覚に決まっている」と、ブレーキをかけずにそのまま汽車を走らせた。衝突するかと思われたそのとき「ギャッ！」という叫び声と共に、偽汽車は消え去った。
翌朝にその辺りを調べたところ、汽車に轢かれた狢の死体が見つかった。それを見た人々は、線路が敷かれて棲み処を壊された狢が、機関車に化けて人々を脅かしていたのだろうと噂し、この狢を供養するため、亀有の見性寺に塚を作った。現在では、この塚の石碑が見性寺の境内に「狢塚」の名で残されている。
また、愛媛県松山市でも汽車に化けた狸の逸話が伝わっている。松山城下にある東雲神社の毘沙門堂に住む狸（通称「毘沙門狸」）はしばしば高坊主や提灯お化けに化けたとされるが、明治時代になると機関車の姿をとるようにもなった。柳原極堂も若い頃、道後温泉からの帰り道に遭遇したことがあるという。夏目漱石も松山在住中にこの話を聞き、「枯野原汽車に化けたる狸あり」の句を残している。